# Революционный проспект
Революционный проспект — улица в центральной части города Подольска. Проходит через Центральный и Зелёновский районы города. Прежнее название в дореволюционной России — Бронницкая улица.

## Описание
Революционный проспект берет свое начало от железнодорожной станции Подольск от пересечения с Курской улицей и далее уходит в юго-западном, а потом в северо-западном направлении. Заканчивается на пересечении с Малой Ивановской улицей, выходя прямо к реке Пахре.
Нумерация домов начинается со стороны Курской улицы.
Революционный проспект пересекают Курская улица, улица Дружбы, Рабочая улица, Красная улица, Советская улица, проспект Ленина, Большая Зелёновская улица, Малая Зелёновская улица, Большая Ивановская улица и Малая Ивановская улица. На всём своём протяжении улица является улицей с двусторонним движением.
Почтовый индекс Революционного проспект в городе Подольск: 142100, 142116 и 142119.

## Примечательные здания и сооружения
- Екатерининский сквер с памятником императрице Екатерине II. Памятник был установлен и торжественно открыт в сентябре 2008 года, после этого сквер стал называться Екатерининским. Авторы памятника — скульптор, заслуженный художник России, А.Рожков, архитектор — М.Тихомиров[4].
- Вокзальная площадь с памятником Подольскому рабочему — «Подольск город рабочего класса». Памятник был открыт в 1969 году. Авторы проекта Ю.Любимов, Л.Земсков и Л.Скроб[5].
- Дом Культуры имени Лепсе (изначально носил название клуб машиностроительного завода имени Калинина) (Революционный проспект, дом 27)[6]. Клуб построен в конце 1920-х годов в стиле конструктивизма и является архитектурным памятником прошлого века. Строительство Дома Культуры осуществлялось по проекту архитектора Иллариона Александровича Иванова-Шица[7].
- Памятник-бюст Александру Васильевичу Никулину — главе города Подольска с 1991 по 2003 годы (пересечение Революционного проспекта возле дома 34/29 и улицы Дружбы). Памятник-бюст был открыт 6 октября 2012 года.
- Площадь Славы с вечным огнем (ограничена улицами Красная, Карла Маркса, Рабочей и Революционным проспектом). Ранее носила название «площадь 50-летия Октября». Решение о переименовании площади было принято в 2010 году. В середине прошлого века был сооружен архитектурно-скульптурный ансамбль площади. На площади был установлен памятник воинам-подольчанам, погибшим во время Великой Отечественной войны. Также сооружен Вечный огонь. Композиция, посвященная труженикам тыла была добавлена в архитектурно-скульптурный ансамбль площади в результате проведения реконструкции в 2010 году.
- Красные ряды (проспект Ленина, дом 107/49). Комплекс исторических торговых зданий, лавок, магазинов конца XIX века[8]. Изначально в камне (красный кирпич в старорусском стиле) были размещены три отдельно стоящих двухэтажных здания. Строительство первых каменных разрозненных торговых рядов, лавок и магазинов приписывают крестьянину Ивану Маркову[9]. Упорядочиванием и объединением торговых объектов в 1910 году стал заниматься архитектор Николай Матвеев[10]. В 1930 году была проведена реконструкция Красных рядов. По результатам реконструкции торговые здания были надстроены третьеми этажами. Ещё одна реконструкция Красных рядов проводилась в 2003 году. Её проводили на основе имеющихся архивных данных, для сохранения исторического облика.
- Троицкий собор (Соборная площадь, дом 3). Троицкий собор был возведен мастерами школы Бове, в первой половине XIX века[11]. Собор размещался как композиционный центр общегородской застройки и изначально соседствовал с торговыми рядами, располагавшимися рядом. Торговые ряды были утрачены в 1960-е годы. Особая святыня Троицкого собора — копия иконы Иерусалимской Божьей матери. Оригинал иконы приносили из города Бронницы в Подольск в связи с наступлением эпидемии холеры[12]. В связи с отступлением эпидемии было принято решение выполнить копию иконы Иерусалимской Божьей Матери, которая считается покровительницей города Подольска.
- Белокаменная церковь Вознесения Христова (Соборная площадь, дом 3). Ориентировочная дата постройки церкви — первая половина XVII века (фигурирует дата 1724 год). Состояние церкви сильно ухудшилось в советский период. В настоящее время проведены восстановительные работы.
- Постамент гренадерам Милорадовича (сквер на пересечении Революционного проспекта, Большой Зеленовской и Февральской улиц). Постамент установлен в честь 100-летнего юбилея победы России над армией Наполеона в Отечественной войне 1812 года. Изначально монумент представлял собой памятник Милорадовичу (генералу от инфантерии). До наших дней дошёл только постамент, памятник был утрачен. Часть утраченного памятника (плиту из белого камня) нашли при переезде в одной из школ Подольска. В настоящее время найденная плита из белого камня хранится в краеведческом музее города Подольска[11]. В ходе Отечественной войны 1812 года (после оставления Москвы) на территории Подольского района осуществлялись манёвры русских войск, целью которых было затянуть армию Наполеона в глубь страны, лишая её нужного снабжения. Выполненные манёвры дали возможность русской армии отдохнуть и перегруппироваться. Подольский район сильно пострадал в результате боевых действий Отечественной войны 1812 года (особенно село Дубровицы). В память об исторических событиях и установлен постамент (памятник) гренадерам Милорадовича, погибшим в боях на Подольской земле.
- Здание Подольского городского суда (Революционный проспект, дом 47).
- Памятник Фемиде (в древнегреческой мифологии богиня правосудия), перед зданием Подольского городского суда (Революционный проспект, дом 47).
- Дом культуры имени Карла Маркса (Большая Зеленовская улица, дом 50)[13]. Объект был введен эксплуатацию в 1960 году и изначально назывался клубом. За достигнутые успехи клубу в 1966 году был присвоен статус Дома культуры имени Карла Маркса и Дома культуры отличной работы.
- Памятник Карлу Марксу перед домом культуры (Большая Зеленовская улица, дом 50).
- Памятник сотрудникам милиции во дворе здания в котором располагается отделение полиции Управления МВД России по городскому округу Подольск, ИВС (изолятор временного содержания) и следственный изолятор (Революционный проспект, дом 84). Памятник был открыт 16 ноября 2012 года и посвящен сотрудникам Подольской милиции, погибшим при исполнении служебного долга[14].

## Транспорт
По улице осуществляется движение общественного транспорта. По Революционному проспекту проходят маршруты автобусов № 1, № 3, № 7, № 11, № 13, № 21, № 24, № 29, № 35, № 38, № 44, № 49, № 51, № 61, № 65, № 67, № 71, № 407, № 516 к, № 1021, № 1022, № 1024, № 1026, № 1028, № 1030, № 1032, № 1033, № 1034, № 1036, № 1045, № 1047, № 1048, № 1050, № 1051, № 1052, № 1077.